# 鮑爾德諾布 (阿肯色州)
鮑爾德諾布（英語：Bald Knob）是一個位於美國阿肯色州懷特縣的城市。

## 地理
鮑爾德諾布的座標為35°18′42″N 91°34′12″W / 35.31167°N 91.57000°W，而該地的平均海拔高度為68米（即223英尺）。

## 人口
根據2020年美國人口普查的數據，鮑爾德諾布的面積為13.01平方千米，當中陸地面積為12.83平方千米，而水域面積為0.18平方千米。當地共有人口2522人，而人口密度為每平方千米193人。